# Laje (Espanha)

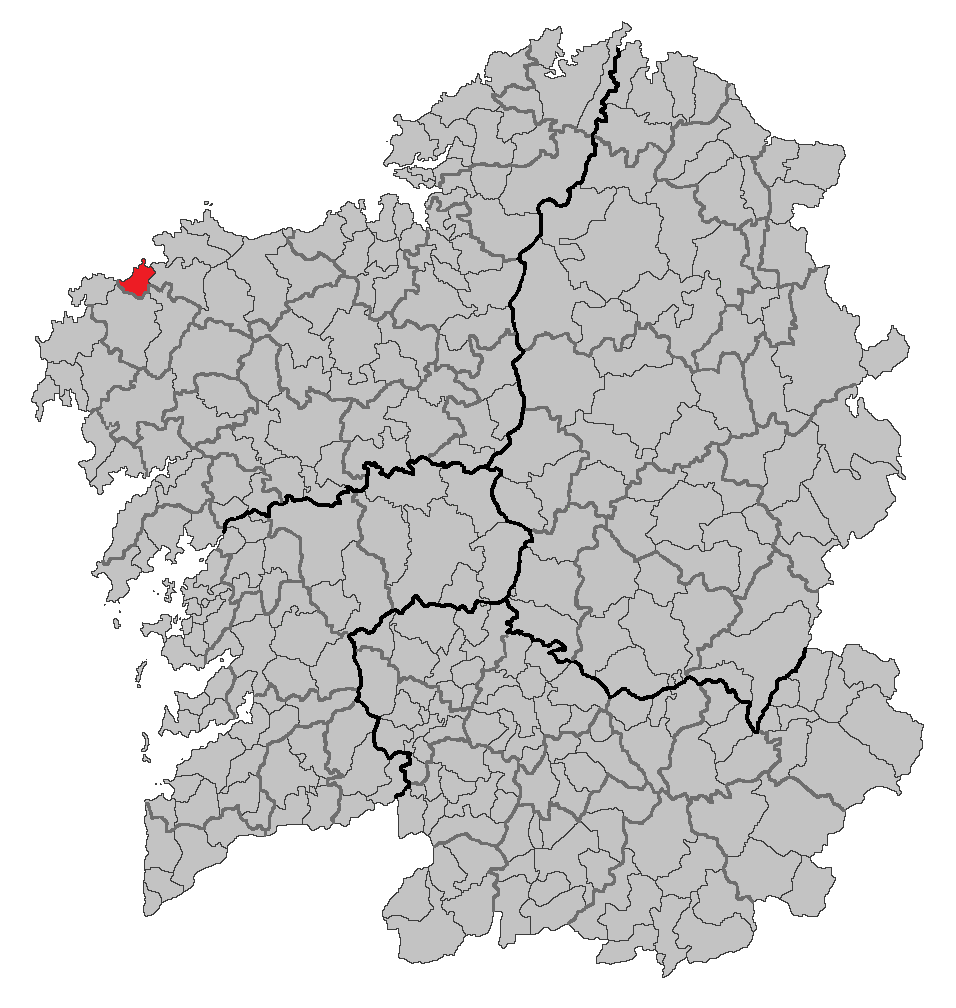
Localização de Laje

Laje (em galego, Laxe e em castelhano, Lage) (pronúncia em galego: [ˈlaʃe̝]) é um município da Espanha na província
da Corunha,
comunidade autónoma da Galiza, de área 37,48 km² com
população de 3 453 habitantes (2007) e densidade populacional de 94,93 hab/km².

## Topónimo
A origem do topónimo está na palavra galega laxe (anteriormente grafado de: lage), procedente da forma altomedieval do galego-português lagena, de origem celta, e cujo significado atual é, em português, "laje" ou "pedra plana".

## Demografia
| Variação demográfica do município entre 1991 e 2004 | Variação demográfica do município entre 1991 e 2004 | Variação demográfica do município entre 1991 e 2004 | Variação demográfica do município entre 1991 e 2004 |
| --------------------------------------------------- | --------------------------------------------------- | --------------------------------------------------- | --------------------------------------------------- |
| 1991                                                | 1996                                                | 2001                                                | 2004                                                |
| 3479                                                | 3616                                                | 3566                                                | 3558                                                |